# Ludwig von Dalwig
Ludwig Alexander Alfred Theodor Freiherr von Dalwig (* 19. Dezember 1800 in Tarnowitz; †  6. September 1866 in Köthen) war ein preußischer Generalmajor und Kommandeur der 17. Infanterie-Brigade.

## Leben

### Herkunft
Ludwig war ein Sohn des preußischen Generalmajors Georg Ludwig Friedrich von Dalwig (1762–1832) und dessen zweiter Ehefrau Charlotte, geborene von Gaffron (1779–1804).

### Militärkarriere
Dalwig besuchte das Berliner Kadettenhaus und wurde am 19. April 1817 als Sekondeleutnant dem 2. Garde-Regiment zu Fuß der Preußischen Armee überwiesen. Ende Februar 1820 schied er kurzzeitig aus dem Militärdienst aus, wurde dann am 15. April 1820 dem 38. Infanterie-Regiment aggregiert und am 19. März 1821 einrangiert. Vom 12. März bis zum 1. Oktober 1833 war Dalwig zum Lehr-Infanterie-Bataillon kommandiert und avancierte bis Ende Oktober 1842 zum Kapitän und Kompaniechef. Er erhielt am 27. Juni 1843 das Dienstkreuz und wurde Anfang April 1847 erneut zum Lehr-Infanterie-Bataillon kommandiert. Unter Beförderung zum Major erfolgte am 21. März 1848 seine Ernennung zum Kommandeur des I. Bataillons im 30. Landwehr-Regiment. Daran schloss sich ab dem 11. April 1850 eine Verwendung als Bataillonskommandeur im 40. Infanterie-Regiment sowie am 22. März 1853 die Beförderung zum Oberstleutnant an. Am 8. Mai 1856 wurde Dalwig Kommandant von Stralsund und Ende Juni 1856 à la suite seines bisherigen Regiments gestellt. Er stieg Mitte Oktober 1856 zum Oberst auf, wurde am 7. Mai 1857 Kommandeur des 12. Infanterie-Regiments und wurde in dieser Stellung Ende Oktober 1857 mit dem Orden der Heiligen Anna II. Klasse ausgezeichnet. Dalwig wurde am 31. Mai 1859 zum Generalmajor befördert und am 3. Juni 1859 als Kommandeur der 17. Infanterie-Brigade nach Glogau versetzt. Unter Verleihung des Roten Adlerordens II. Klasse mit Eichenlaub stellte man ihn am 14. September 1860 mit Pension zur Disposition. Er starb am 6. September 1866 in Köthen und wurde dort am 8. September 1866 beigesetzt.
Der Kommandeur des Lehr-Infanterie-Bataillons Friedrich von Waldersee schrieb 1847 in seiner Beurteilung: „Ein in jeder Beziehung höchst ausgezeichneter Offizier, welcher mit vorzüglichen Fähigkeiten und guten Kenntnissen einen schellen Überblick aller Verhältnisse sowie einen echt militärischen Sinn verbindet. Die von ihm geführte Kompagnie zeichnet sich in allen Dienstzweigen auf das vorteilhafteste aus, und wußte er vermöge seines praktischen Geschickes, seiner ruhigen Sicherheit und seiner Gabe den guten Willen der Soldaten rege zu erhalten, und seiner dabei zur rechten Zeit angebrachten Energie jenes günstige Resultat zu erreichen, ohne die Kräfte der Mannschaften übermäßig in Anspruch zu nehmen. Auch untergebenen Offizieren gegenüber versteht er, bei einem kameradschaftlichen Ton im geselligen Umgange seine volle Autorität im Dienste zu erhalten. Er wird daher nicht allein ein ausgezeichneter Bataillonskommandeur in der Landwehr wie in der Linie werden, sondern sich auch dereinst zu höheren Verhältnissen qualifizieren und ist zur Beförderung außer der Tour auf das angelegentlichste zu empfehlen.“

### Familie
Er heiratete am 17. Juli 1834 in Saarlouis Auguste von Schweinitz (1818–1898), Tochter des preußischen Generalmajors Ernst von Schweinitz. Das Paar hatte mehrere Kinder:
- Heinrich Georg Louis Friedrich (* 30. August 1838, † 1902), preußischer Oberstleutnant

⚭ 17. Dezember 1881 Charlotte Henriette Elisabeth Antonie (Elise) Brunow (* 16. Mai 1852), separierte Bauunternehmer Wackerow. Die Ehe wurde am 9. Dezember 1882 aufgelöst.
⚭ 25. Juni 1883 (Anne Marie) Elisabeth Schütz (* 30. April 1844), verwitwete Sanitätsrat Marggraff
- Elisabeth Auguste Karolone Helene (1840–1880) ⚭ 1859 Eduard von Jena (1834–1911), preußischer General der Infanterie